# Phacellopterus
Phacellopterus är ett släkte av skalbaggar. Phacellopterus ingår i familjen vivlar.
Kladogram enligt Catalogue of Life:
| Phacellopterus | \| \| Phacellopterus rufulus \| \| \| \| |
|                | \| \| Phacellopterus rufulus \| \| \| \| |
|                | Phacellopterus rufulus                   |
|                |                                          |